# Mycomalus bambusinus
Mycomalus bambusinus är en svampart som beskrevs av Möller 1901. Mycomalus bambusinus ingår i släktet Mycomalus, ordningen köttkärnsvampar, klassen Sordariomycetes, divisionen sporsäcksvampar och riket svampar.   Inga underarter finns listade i Catalogue of Life.